# Urban z Makedonie
Svatý Urban také Urban z Makedonie (? – 1. století?) byl jeden ze sedmdesáti apoštolů Ježíše Krista,(L 10, 1 (Kral, ČEP))  křesťanský mučedník a biskup Makedonský. Spolu s apoštoly Ampliem, Stachysem, Narcisem, Apellem a Aristobulem byl společníkem svatého Ondřeje. Zemřel mučednickou smrtí. Jeho svátek se slaví 31. října.
Je uctíván jako svatý východní pravoslavnou církví (4. ledna, 31. října), římskokatolickou církví (13. července) a dalšími křesťanskými církvemi.